# Czechel
Czechel is een plaats in het Poolse district  Pleszewski, woiwodschap Groot-Polen. De plaats maakt deel uit van de gemeente Gołuchów en telt 277 inwoners.